# Лебзово
Лебзово — деревня в Вышневолоцком городском округе Тверской области.

## География
Находится в центральной части Тверской области на расстоянии приблизительно 7 км по прямой на северо-запад от вокзала железнодорожной станции Вышний Волочёк на восточном берегу Мстинского водохранилища.

## История
На карте 1825 года деревня уже была отмечена. В 1859 году здесь (деревня Вышневолоцкого уезда) было учтено 8 дворов. До 2019 года входила в состав ныне упразднённого Солнечного сельского поселения Вышневолоцкого муниципального района. Ныне имеет дачный характер.

## Население
Численность населения составляла 54 человека (1859 год), 0 как в 2002 году, так и в 2010.